# Sybra nigroobliquelineata
Sybra nigroobliquelineata là một loài bọ cánh cứng trong họ Cerambycidae.